# 다중 클래스 분류
다중 클래스 분류(Multiclass classification) 또는 다중 분류는 기계 학습 및 통계적 분류에서 인스턴스를 세 개 이상의 클래스 중 하나로 분류하는 문제이다(인스턴스를 두 클래스 중 하나로 분류하는 것을 이진 분류라고 함).
많은 분류 알고리즘(특히 다항 로지스틱 회귀)은 자연스럽게 두 개 이상의 클래스 사용을 허용하지만 일부는 본질적으로 이진 알고리즘이다. 그러나 이들은 다양한 전략을 통해 다항 분류자로 바뀔 수 있다.
다중 클래스 분류는 각 인스턴스에 대해 여러 레이블이 예측되는 다중 레이블 분류와는 구별한다.

## 같이 보기
- 퍼셉트론
- 다중 작업 학습